# Maladie de Dercum
 Mise en garde médicale
La maladie de Dercum, dite aussi adipose douloureuse ou neurolipomatose, est une affection très rare qui touche majoritairement les femmes, et particulièrement les personnes atteintes d'obésité. Elle se caractérise par le développement de lipomes multiples et douloureux (souvent bénins). Les lipomes peuvent se situer n'importe où sur le corps et causer une douleur intense, invalidante et chronique. Elle survient en général chez les adultes. Cette maladie est chronique et tend à être progressive. La cause exacte n’est pas connue. Certains cas semblent être héréditaires.

## Épidémiologie
La maladie de Dercum survient généralement entre 35 et 50 ans, cinq à trente fois plus souvent chez les femmes que chez les hommes.
Il est établi par enquête que 85,7 % des patientes concernées ont développé la maladie de Dercum avant la ménopause.
La prévalence de cette affection n'est pas établie.

## Transmission
Généralement sporadiques, des cas familiaux de maladie de Dercum d'expression variable révèlent une transmission autosomique dominante.

## Physiopathologie
Une étude du fonctionnement des vaisseaux lymphatiques de patients atteints de cette affection, par imagerie de fluorescence dans le proche-infrarouge (NIRF), a montré que les lymphatiques visualisés propulsaient lentement la lymphe chez ces patients par rapport aux témoins. Or il est notoire que la stase lymphatique induit l'accumulation de graisse (symptômes du lymphœdème) ; l'étiologie de la maladie de Dercum pourrait être un désordre lymphovasculaire.

## Symptômes
La maladie de Dercum est une maladie qui se caractérise par l’apparition de  lipomes (tumeurs bénignes de globules graisseux). Ils sont sous-cutanés et douloureux (bosses fermes). Ils ont en général un diamètre variant de 5  à   7 centimètres. Les patients subissent des douleurs chroniques, et voient souvent apparaître ces lipomes sur tout le corps, à l'exception du visage et du cou. Leur localisation est plus fréquente au niveau des genoux (adipose juxta-articulaire douloureuse), du dos, du haut des bras et de la partie supérieure des cuisses. Au niveau de ces lipomes se forment des ecchymoses. La zone atteinte peut provoquer des effets désagréables au toucher (paresthésie) comme des picotements, des fourmillements ou des engourdissements.
D’autres symptômes sont associés à cette maladie mais n’apparaissent pas chez tous les patients. La causalité et le lien ne sont pas établis avec certitude. 
Les symptômes les plus courants incluent :
- fatigue
- troubles du sommeil
- faiblesse musculaire
- constipation
- anomalies psychiatriques : confusion, épilepsie, anxiété, dépression, irritabilité, déclin progressif des fonctions intellectuelles.

Les symptômes et les douleurs augmentent en intensité en fonction de l’index de masse musculaire.

## Diagnostic

### Examen clinique
Le diagnostic est en majorité clinique, et certains symptômes comme une obésité et des douleurs chroniques (pendant plus de 3 mois) au niveau de dépôts lipidiques en sont des éléments clés. Il reste malgré tout tardif en raison du large spectre des symptômes et des signes cliniques.
En effet, l’apparition ou l’absence de certains symptômes va être décisif dans le diagnostic. Si les symptômes évoquent en diagnostic différentiel une fibromyalgie, alors la personne sera diagnostiquée fibromyalgique plutôt qu'atteinte de la maladie de Dercum. S'il y a des dépôts graisseux dans le cou, sur la tête ou sur le torse, la maladie de Madelung sera diagnostiquée. Enfin, si les lipomes et les douleurs sont isolées, alors le diagnostic penchera vers une maladie de Dercum nodulaire.

### Examens complémentaires
On peut identifier les lipomes grâce à l’IRM, l’échographie ou grâce à l’analyse de tissus issus d’une biopsie. En effet, un médecin peut facilement reconnaître les lipomes. Les lipomes ne sont pas une forme de cancer et ils deviennent rarement cancéreux. Si un lipome commence à changer de quelques façons, un médecin peut faire une biopsie.

## Prise en charge
Pour l’instant, il n’existe pas de médicament permettant d’atténuer la douleur de manière durable et importante. Il n’y a aussi aucun traitement permettant d’inverser le cours de l’évolution de la maladie. Certains peuvent soulager de façon temporaire la douleur comme :
- la prednisone
- la lidocaïne (par voie intraveineuse)
- les anti-inflammatoires non stéroïdiens
- la cortisone ou les anesthésiants (pour une douleur localisée)

Les médicaments diurétiques peuvent baisser les gonflements aux doigts. 
Au niveau chirurgical, une liposuccion ou une excision des lipomes peuvent être envisagées. Cependant, les lipomes peuvent revenir aux mêmes endroits. 

## Sources
- (en) Online Mendelian Inheritance in Man, OMIM (TM). Johns Hopkins University, Baltimore, MD. MIM Number:103200
- Page spécifique sur Orphanet
- (en)  Site de la NIH (Genetic Home Reference)
- (en)  Site de la NCBI
- (en)  Site de la The Genetic and Rare Diseases Information Center (GARD)
- (en)  Article scientifique
- http://www.em-consulte.com/en/article/34345 Article scientifique
- [http://www.chu-rouen.fr Site du CHU de Rouen